# Lista de países por Índice de Desenvolvimento Humano (2008)
| acima de 0,950 0,900–0,949 0,850–0,899 0,800–0,849 0,750–0,799 | 0,700–0,749 0,650–0,699 0,600–0,649 0,550–0,599 0,500–0,549 | 0,450–0,499 0,400–0,449 0,350–0,399 abaixo de 0,350 sem dados |

Mapa-múndi indicando o Índice de Desenvolvimento Humano (2008)

Esta é uma lista de países ordenada por Índice de Desenvolvimento Humano como incluída no Relatório de Desenvolvimento Humano 2007/2008 do Programa das Nações Unidas para o Desenvolvimento, compilado com base em dados de 2006 e publicada no dia 18 de dezembro de 2008. Cobre 179 estados-membros da ONU (de 192), junto com: Hong Kong (RAE da China) e territórios palestinos. Treze países-membros da ONU não são incluídos devido à falta de dados. Os países não-membros da ONU também não são incluídos. Os IDHs médios dos continentes, regiões e grupos de países são incluídos igualmente para comparação.
Na edição de 2008, o IDH avaliou 179 países, com a inclusão da Sérvia e de Montenegro pela primeira vez, e a volta da Libéria, que havia saído do índice em 1996.
Os países são dividos em três grandes categorias baseadas em seu IDH: elevado, médio e baixo desenvolvimento humano.
A Islândia continuou no topo da lista, seguida pela Noruega e Canadá. A República Democrática do Congo, a República Centro-Africana e Serra Leoa são os três últimos e apresentam os piores índices de desenvolvimento humano.

## Lista completa dos países
- = aumento nos dados de 2006 (publicados em 2008) - comparado aos dados de 2005(publicados em 2007).
- = dados 2006 (publicados em 2008) permaneceram os mesmos que os dados de 2005 (publicados em 2007).
- = diminuição nos dados de 2006 (publicados em 2008) - comparado aos dados de 2005 (publicados em 2007).
- Os valores similares do IDH na lista atual não conduzem a relações classificatórias, já que o Ranking do IDH é realmente determinado usando valores do IDH ao sexto ponto decimal.

### Elevado
| Posição                            | Posição                                                | País                   | IDH em 2006 (publicado em 2008) |
| Dados de 2006 (publicados em 2008) | Mudança comparada a dados de 2005 (publicados em 2007) | País                   | IDH em 2006 (publicado em 2008) |
| ---------------------------------- | ------------------------------------------------------ | ---------------------- | ------------------------------- |
| 1                                  | (0)                                                    | Islândia               | 0,968                           |
| 2                                  | (0)                                                    | Noruega                | 0,967                           |
| 3                                  | (1)                                                    | Canadá                 | 0,967                           |
| 4                                  | (1)                                                    | Austrália              | 0,965                           |
| 5                                  | decrease}} (0)                                         | Irlanda                | 0,962                           |
| 6                                  | (3)                                                    | Países Baixos          | 0,958                           |
| 7                                  | (1)                                                    | Suécia                 | 0,958                           |
| 8                                  | (0)                                                    | Japão                  | 0,956                           |
| 9                                  | (9)                                                    | Luxemburgo             | 0,956                           |
| 10                                 | (3)                                                    | Suíça                  | 0,955                           |
| 11                                 | (1)                                                    | França                 | 0,955                           |
| 12                                 | (1)                                                    | Finlândia              | 0,954                           |
| 13                                 | (1)                                                    | Dinamarca              | 0,952                           |
| 14                                 | (1)                                                    | Áustria                | 0,951                           |
| 15                                 | (3)                                                    | Estados Unidos         | 0,950                           |
| 16                                 | (3)                                                    | Espanha                | 0,949                           |
| 17                                 | (0)                                                    | Bélgica                | 0,948                           |
| 18                                 | (6)                                                    | Grécia                 | 0,947                           |
| 19                                 | (1)                                                    | Itália                 | 0,945                           |
| 20                                 | (1)                                                    | Nova Zelândia          | 0,944                           |
| 21                                 | (5)                                                    | Reino Unido            | 0,942                           |
| 22                                 | (1)                                                    | Hong Kong              | 0,942                           |
| 23                                 | (1)                                                    | Alemanha               | 0,940                           |
| 24                                 | (1)                                                    | Israel                 | 0,930                           |
| 25                                 | (1)                                                    | Coreia do Sul          | 0,928                           |
| 26                                 | (1)                                                    | Eslovênia              | 0,923                           |
| 27                                 | (3)                                                    | Brunei                 | 0,919                           |
| 28                                 | (3)                                                    | Singapura              | 0,918                           |
| 29                                 | (4)                                                    | Kuwait                 | 0,912                           |
| 30                                 | (2)                                                    | Chipre                 | 0,912                           |
| 31                                 | (9)                                                    | Emirados Árabes Unidos | 0,903                           |
| 32                                 | (8)                                                    | Bahrein                | 0,902                           |
| 33                                 | (4)                                                    | Portugal               | 0,900                           |
| 34                                 | (1)                                                    | Catar                  | 0,899                           |
| 35                                 | (3)                                                    | Chéquia                | 0,897                           |
| 36                                 | (2)                                                    | Malta                  | 0,894                           |
| 37                                 | (6)                                                    | Barbados               | 0,889                           |
| 38                                 | (2)                                                    | Hungria                | 0,877                           |

| Posição                            | Posição                                                | País                  | IDH em 2006 (publicado em 2008) |
| Dados de 2006 (publicados em 2008) | Mudança comparada a dados de 2005 (publicados em 2007) | País                  | IDH em 2006 (publicado em 2008) |
| ---------------------------------- | ------------------------------------------------------ | --------------------- | ------------------------------- |
| 39                                 | (2)                                                    | Polónia               | 0,875                           |
| 40                                 | (0)                                                    | Chile                 | 0,874                           |
| 41                                 | (1)                                                    | Eslováquia            | 0,872                           |
| 42                                 | (2)                                                    | Estónia               | 0,871                           |
| 43                                 | (0)                                                    | Lituânia              | 0,869                           |
| 44                                 | (1)                                                    | Letônia               | 0,863                           |
| 45                                 | (2)                                                    | Croácia               | 0,862                           |
| 46                                 | (8)                                                    | Argentina             | 0,860                           |
| 47                                 | (1)                                                    | Uruguai               | 0,859                           |
| 48                                 | (3)                                                    | Cuba                  | 0,855                           |
| 49                                 | (0)                                                    | Bahamas               | 0,854                           |
| 50                                 | (2)                                                    | Costa Rica            | 0,847                           |
| 51                                 | (1)                                                    | México                | 0,842                           |
| 52                                 | (4)                                                    | Líbia                 | 0,840                           |
| 53                                 | (5)                                                    | Omã                   | 0,839                           |
| 54                                 | (4)                                                    | Seicheles             | 0,836                           |
| 55                                 | (6)                                                    | Arábia Saudita        | 0,835                           |
| 56                                 | (3)                                                    | Bulgária              | 0,834                           |
| 57                                 | (2)                                                    | Trinidad e Tobago     | 0,833                           |
| 58                                 | (4)                                                    | Panamá                | 0,832                           |
| 59                                 | (0)                                                    | Antígua e Barbuda     | 0,830                           |
| 60                                 | (6)                                                    | São Cristóvão e Neves | 0,830                           |
| 61                                 | (13)                                                   | Venezuela             | 0,826                           |
| 62                                 | (0)                                                    | Roménia               | 0,825                           |
| 63                                 | (0)                                                    | Malásia               | 0,823                           |
| 64                                 | -                                                      | Montenegro            | 0,822                           |
| 65                                 | -                                                      | Sérvia                | 0,821                           |
| 66                                 | (5)                                                    | Santa Lúcia           | 0,821                           |
| 67                                 | (2)                                                    | Bielorrússia          | 0,817                           |
| 68                                 | (1)                                                    | Macedônia do Norte    | 0,808                           |
| 69                                 | (1)                                                    | Albânia               | 0,807                           |
| 70                                 | (0)                                                    | Brasil                | 0,807                           |
| 71                                 | (2)                                                    | Cazaquistão           | 0,807                           |
| 72                                 | (17)                                                   | Equador               | 0,807                           |
| 73                                 | (6)                                                    | Rússia                | 0,806                           |
| 74                                 | (8)                                                    | Ilhas Maurícias       | 0,802                           |
| 75                                 | (8)                                                    | Bósnia e Herzegovina  | 0,802                           |

### Médio
| Posição                            | Posição                                                | País                     | IDH em 2005 (publicado em 2007) |
| Dados de 2006 (publicados em 2008) | Mudança comparada a dados de 2005 (publicados em 2007) | País                     | IDH em 2005 (publicado em 2007) |
| ---------------------------------- | ------------------------------------------------------ | ------------------------ | ------------------------------- |
| 76                                 | (13)                                                   | Turquia                  | 0,798                           |
| 77                                 | (6)                                                    | Dominica                 | 0,797                           |
| 78                                 | (10)                                                   | Líbano                   | 0,796                           |
| 79                                 | (8)                                                    | Peru                     | 0,788                           |
| 80                                 | (5)                                                    | Colômbia                 | 0,787                           |
| 81                                 | (3)                                                    | Tailândia                | 0,786                           |
| 82                                 | (6)                                                    | Ucrânia                  | 0,786                           |
| 83                                 | (0)                                                    | Armênia                  | 0,777                           |
| 84                                 | (10)                                                   | Irão                     | 0,774                           |
| 85                                 | (30)                                                   | Tonga                    | 0,774                           |
| 86                                 | (5)                                                    | Granada                  | 0,774                           |
| 87                                 | (14)                                                   | Jamaica                  | 0,771                           |
| 88                                 | (8)                                                    | Belize                   | 0,771                           |
| 89                                 | (5)                                                    | Suriname                 | 0,770                           |
| 90                                 | (4)                                                    | Jordânia                 | 0,769                           |
| 91                                 | (12)                                                   | República Dominicana     | 0,768                           |
| 92                                 | (1)                                                    | São Vicente e Granadinas | 0,766                           |
| 93                                 | (3)                                                    | Geórgia                  | 0,763                           |
| 94                                 | (13)                                                   | China                    | 0,762                           |
| 95                                 | (4)                                                    | Tunísia                  | 0,762                           |
| 96                                 | (19)                                                   | Samoa                    | 0,760                           |
| 97                                 | (1)                                                    | Azerbaijão               | 0,758                           |
| 98                                 | (3)                                                    | Paraguai                 | 0,752                           |
| 99                                 | (1)                                                    | Maldivas                 | 0,749                           |
| 100                                | (4)                                                    | Argélia                  | 0,748                           |
| 101                                | (2)                                                    | El Salvador              | 0,747                           |
| 102                                | (12)                                                   | Filipinas                | 0,745                           |
| 103                                | (11)                                                   | Fiji                     | 0,743                           |
| 104                                | (5)                                                    | Sri Lanka                | 0,742                           |
| 105                                | (3)                                                    | Síria                    | 0,736                           |
| 106                                | (0)                                                    | Palestina                | 0,731                           |
| 107                                | (12)                                                   | Gabão                    | 0,729                           |
| 108                                | (1)                                                    | Turquemenistão           | 0,728                           |
| 109                                | (2)                                                    | Indonésia                | 0,726                           |
| 110                                | (13)                                                   | Guiana                   | 0,725                           |
| 111                                | (6)                                                    | Bolívia                  | 0,723                           |
| 112                                | (2)                                                    | Mongólia                 | 0,720                           |
| 113                                | (2)                                                    | Moldávia                 | 0,719                           |
| 114                                | (9)                                                    | Vietname                 | 0,718                           |

| Posição                            | Posição                                                | País                | IDH em 2006 (publicado em 2008) |
| Dados de 2006 (publicados em 2008) | Mudança comparada a dados de 2005 (publicados em 2007) | País                | IDH em 2006 (publicado em 2008) |
| ---------------------------------- | ------------------------------------------------------ | ------------------- | ------------------------------- |
| 115                                | (12)                                                   | Guiné Equatorial    | 0,717                           |
| 116                                | (4)                                                    | Egito               | 0,716                           |
| 117                                | (2)                                                    | Honduras            | 0,714                           |
| 118                                | (16)                                                   | Cabo Verde          | 0,705                           |
| 119                                | (6)                                                    | Uzbequistão         | 0,701                           |
| 120                                | (10)                                                   | Nicarágua           | 0,699                           |
| 121                                | (3)                                                    | Guatemala           | 0,696                           |
| 122                                | (6)                                                    | Quirguistão         | 0,694                           |
| 123                                | (3)                                                    | Vanuatu             | 0,686                           |
| 124                                | (2)                                                    | Tajiquistão         | 0,684                           |
| 125                                | (4)                                                    | África do Sul       | 0,670                           |
| 126                                | (2)                                                    | Botswana            | 0,664                           |
| 127                                | (1)                                                    | Marrocos            | 0,646                           |
| 128                                | (5)                                                    | São Tomé e Príncipe | 0,643                           |
| 129                                | (4)                                                    | Namíbia             | 0,634                           |
| 130                                | (9)                                                    | República do Congo  | 0,619                           |
| 131                                | (2)                                                    | Butão               | 0,613                           |
| 132                                | (4)                                                    | Índia               | 0,609                           |
| 133                                | (3)                                                    | Laos                | 0,608                           |
| 134                                | (4)                                                    | Ilhas Salomão       | 0,591                           |
| 135                                | (3)                                                    | Myanmar             | 0,585                           |
| 136                                | (5)                                                    | Camboja             | 0,575                           |
| 137                                | (4)                                                    | Comores             | 0,572                           |
| 138                                | (15)                                                   | Iêmen               | 0,567                           |
| 139                                | (3)                                                    | Paquistão           | 0,562                           |
| 140                                | (3)                                                    | Mauritânia          | 0,557                           |
| 141                                | (0)                                                    | Essuatíni           | 0,542                           |
| 142                                | (7)                                                    | Gana                | 0,533                           |
| 143                                | (0)                                                    | Madagáscar          | 0,533                           |
| 144                                | (4)                                                    | Quênia              | 0,532                           |
| 145                                | (3)                                                    | Nepal               | 0,530                           |
| 146                                | (1)                                                    | Sudão               | 0,526                           |
| 147                                | (7)                                                    | Bangladesh          | 0,524                           |
| 148                                | (2)                                                    | Haiti               | 0,521                           |
| 149                                | (4)                                                    | Papua-Nova Guiné    | 0,516                           |
| 150                                | (6)                                                    | Camarões            | 0,514                           |
| 151                                | (2)                                                    | Djibuti             | 0,513                           |
| 152                                | (7)                                                    | Tanzânia            | 0,503                           |
| 153                                | (3)                                                    | Senegal             | 0,502                           |

### Baixo
| Posição                            | Posição                                                | País            | IDH em 2006 (publicado em 2008) |
| Dados de 2006 (publicados em 2008) | Mudança comparada a dados de 2005 (publicados em 2007) | País            | IDH em 2006 (publicado em 2008) |
| ---------------------------------- | ------------------------------------------------------ | --------------- | ------------------------------- |
| 154                                | (4)                                                    | Nigéria         | 0,499                           |
| 155                                | (17)                                                   | Lesoto          | 0,496                           |
| 156                                | (2)                                                    | Uganda          | 0,493                           |
| 157                                | (5)                                                    | Angola          | 0,484                           |
| 158                                | (8)                                                    | Timor-Leste     | 0,483                           |
| 159                                | (7)                                                    | Togo            | 0,479                           |
| 160                                | (5)                                                    | Gâmbia          | 0,471                           |
| 161                                | (2)                                                    | Benim           | 0,459                           |
| 162                                | (2)                                                    | Malawi          | 0,457                           |
| 163                                | (2)                                                    | Zâmbia          | 0,453                           |
| 164                                | (7)                                                    | Eritreia        | 0,442                           |
| 165                                | (4)                                                    | Ruanda          | 0,435                           |
| 166                                | (0)                                                    | Costa do Marfim | 0,431                           |
| 167                                | (7)                                                    | Guiné           | 0,423                           |

| Posição                            | Posição                                                | País                           | IDH em 2006 (publicado em 2008) |
| Dados de 2006 (publicados em 2008) | Mudança comparada a dados de 2005 (publicados em 2007) | País                           | IDH em 2006 (publicado em 2008) |
| ---------------------------------- | ------------------------------------------------------ | ------------------------------ | ------------------------------- |
| 168                                | (5)                                                    | Mali                           | 0,391                           |
| 169                                | (0)                                                    | Etiópia                        | 0,389                           |
| 170                                | (1)                                                    | Chade                          | 0,389                           |
| 171                                | (4)                                                    | Guiné-Bissau                   | 0,383                           |
| 172                                | (5)                                                    | Burundi                        | 0,382                           |
| 173                                | (3)                                                    | Burquina Fasso                 | 0,372                           |
| 174                                | (0)                                                    | Níger                          | 0,370                           |
| 175                                | (3)                                                    | Moçambique                     | 0,366                           |
| 176                                | -                                                      | Libéria                        | 0,364                           |
| 177                                | (9)                                                    | República Democrática do Congo | 0,361                           |
| 178                                | (7)                                                    | República Centro-Africana      | 0,352                           |
| 179                                | (2)                                                    | Serra Leoa                     | 0,329                           |

### Não calculado pela ONU
| País   | IDH   | Ano de publicação                          |
| ------ | ----- | ------------------------------------------ |
| Taiwan | 0,925 | 2006 (compilado com base em dados de 2004) |
| Macau  | 0,909 | 2006 (compilado com base em dados de 2004) |

## Lista de países por continentes

### América
| Posição                            | Posição                                                | País           | IDH em 2006 (publicado em 2008) |
| Dados de 2006 (publicados em 2008) | Mudança comparada a dados de 2005 (publicados em 2007) | País           | IDH em 2006 (publicado em 2008) |
| Elevado                            | Elevado                                                | Elevado        | Elevado                         |
| ---------------------------------- | ------------------------------------------------------ | -------------- | ------------------------------- |
| 1                                  | (0)                                                    | Canadá         | 0,967                           |
| 2                                  | (0)                                                    | Estados Unidos | 0,950                           |
| 3                                  | (0)                                                    | Barbados       | 0,889                           |
| 4                                  | (1)                                                    | Chile          | 0,874                           |
| 5                                  | (1)                                                    | Argentina      | 0,860                           |
| 6                                  | (0)                                                    | Uruguai        | 0,859                           |
| 7                                  | (2)                                                    | Cuba           | 0,855                           |
| 8                                  | (0)                                                    | Bahamas        | 0,854                           |
| 9                                  | (2)                                                    | Costa Rica     | 0,847                           |
| 10                                 | (1)                                                    | México         | 0,842                           |

| Posição                            | Posição                                                | País                     | IDH em 2006 (publicado em 2008) |
| Dados de 2006 (publicados em 2008) | Mudança comparada a dados de 2005 (publicados em 2007) | País                     | IDH em 2006 (publicado em 2008) |
| Médio                              | Médio                                                  | Médio                    | Médio                           |
| ---------------------------------- | ------------------------------------------------------ | ------------------------ | ------------------------------- |
| 1                                  | (0)                                                    | Haiti                    | 0,521                           |
| 2                                  | (0)                                                    | Guatemala                | 0,696                           |
| 3                                  | (2)                                                    | Nicarágua                | 0,699                           |
| 4                                  |                                                        | Honduras                 | 0,714                           |
| 5                                  | (2)                                                    | Bolívia                  | 0,723                           |
| 6                                  | (2)                                                    | Guiana                   | 0,725                           |
| 7                                  | (1)                                                    | El Salvador              | 0,747                           |
| 8                                  | (1)                                                    | Paraguai                 | 0,752                           |
| 9                                  | (1)                                                    | São Vicente e Granadinas | 0,766                           |
| 10                                 |                                                        | República Dominicana     | 0,768                           |

### África
| Posição                            | Posição                                                | País             | IDH em 2006 (publicado em 2008) |
| Dados de 2006 (publicados em 2008) | Mudança comparada a dados de 2005 (publicados em 2007) | País             | IDH em 2006 (publicado em 2008) |
| Elevado                            | Elevado                                                | Elevado          | Elevado                         |
| ---------------------------------- | ------------------------------------------------------ | ---------------- | ------------------------------- |
| 1                                  | (1)                                                    | Líbia            | 0,840                           |
| 2                                  | (1)                                                    | Seicheles        | 0,836                           |
| 3                                  | (0)                                                    | Ilhas Maurícias  | 0,802                           |
| Médio                              |                                                        |                  |                                 |
| 4                                  | (0)                                                    | Tunísia          | 0,762                           |
| 5                                  | (1)                                                    | Argélia          | 0,748                           |
| 6                                  | (2)                                                    | Gabão            | 0,729                           |
| 7                                  | (7)                                                    | Guiné Equatorial | 0,717                           |
| 8                                  | (1)                                                    | Egito            | 0,716                           |
| 9                                  | (4)                                                    | Cabo Verde       | 0,705                           |
| 10                                 | (1)                                                    | África do Sul    | 0,670                           |

| Posição                            | Posição                                                | País                           | IDH em 2006 (publicado em 2008) |
| Dados de 2006 (publicados em 2008) | Mudança comparada a dados de 2005 (publicados em 2007) | País                           | IDH em 2006 (publicado em 2008) |
| Baixo                              | Baixo                                                  | Baixo                          | Baixo                           |
| ---------------------------------- | ------------------------------------------------------ | ------------------------------ | ------------------------------- |
| 1                                  | (0)                                                    | Serra Leoa                     | 0,329                           |
| 2                                  | (3)                                                    | República Centro-Africana      | 0,352                           |
| 3                                  | (7)                                                    | República Democrática do Congo | 0,361                           |
| 4                                  | -                                                      | Libéria                        | 0,364                           |
| 5                                  | (0)                                                    | Moçambique                     | 0,366                           |
| 6                                  | (2)                                                    | Níger                          | 0,370                           |
| 7                                  | (1)                                                    | Burquina Fasso                 | 0,372                           |
| 8                                  | (2)                                                    | Burundi                        | 0,382                           |
| 9                                  | (6)                                                    | Guiné-Bissau                   | 0,383                           |
| 10                                 | (3)                                                    | Chade                          | 0,389                           |

### Ásia e Pacífico
| Posição                            | Posição                                                | País                   | IDH em 2006 (publicado em 2008) |
| Dados de 2006 (publicados em 2008) | Mudança comparada a dados de 2005 (publicados em 2007) | País                   | IDH em 2006 (publicado em 2008) |
| Elevado                            | Elevado                                                | Elevado                | Elevado                         |
| ---------------------------------- | ------------------------------------------------------ | ---------------------- | ------------------------------- |
| 1                                  | (0)                                                    | Austrália              | 0,965                           |
| 2                                  | (0)                                                    | Japão                  | 0,956                           |
| 3                                  | (0)                                                    | Nova Zelândia          | 0,944                           |
| 4                                  | (0)                                                    | Hong Kong              | 0,942                           |
| 5                                  | (0)                                                    | Israel                 | 0,930                           |
| 6                                  | (1)                                                    | Coreia do Sul          | 0,928                           |
| 7                                  | (1)                                                    | Brunei                 | 0,919                           |
| 8                                  | (2)                                                    | Singapura              | 0,918                           |
| 9                                  | (0)                                                    | Kuwait                 | 0,912                           |
| 10                                 | (4)                                                    | Emirados Árabes Unidos | 0,903                           |

| Posição                            | Posição                                                | País             | IDH em 2006 (publicado em 2008) |
| Dados de 2006 (publicados em 2008) | Mudança comparada a dados de 2005 (publicados em 2007) | País             | IDH em 2006 (publicado em 2008) |
| Baixo                              | Baixo                                                  | Baixo            | Baixo                           |
| ---------------------------------- | ------------------------------------------------------ | ---------------- | ------------------------------- |
| 1                                  | (1)                                                    | Timor-Leste      | 0,480                           |
| Médio                              |                                                        |                  |                                 |
| 2                                  | (3)                                                    | Papua-Nova Guiné | 0,514                           |
| 3                                  | (2)                                                    | Bangladesh       | 0,530                           |
| 4                                  | (0)                                                    | Nepal            | 0,530                           |
| 5                                  | (1)                                                    | Paquistão        | 0,562                           |
| 6                                  | (5)                                                    | Iêmen            | 0,567                           |
| 8                                  | (1)                                                    | Myanmar          | 0,575                           |
| 7                                  | (3)                                                    | Camboja          | 0,585                           |
| 9                                  | (3)                                                    | Ilhas Salomão    | 0,591                           |
| 10                                 | (0)                                                    | Laos             | 0,608                           |

### Europa
| Posição                            | Posição                                                | País          | IDH em 2006 (publicado em 2008) |
| Dados de 2006 (publicados em 2008) | Mudança comparada a dados de 2005 (publicados em 2007) | País          | IDH em 2006 (publicado em 2008) |
| Elevado                            | Elevado                                                | Elevado       | Elevado                         |
| ---------------------------------- | ------------------------------------------------------ | ------------- | ------------------------------- |
| 1                                  | (0)                                                    | Islândia      | 0,968                           |
| 2                                  | (0)                                                    | Noruega       | 0,968                           |
| 3                                  | (0)                                                    | Irlanda       | 0,960                           |
| 4                                  | (2)                                                    | Países Baixos | 0,958                           |
| 5                                  | (1)                                                    | Suécia        | 0,958                           |
| 6                                  | (8)                                                    | Luxemburgo    | 0,956                           |
| 7                                  | (1)                                                    | Suíça         | 0,955                           |
| 8                                  | (1)                                                    | França        | 0,955                           |
| 9                                  | (1)                                                    | Finlândia     | 0,954                           |
| 10                                 | (1)                                                    | Dinamarca     | 0,952                           |

| Posição                            | Posição                                                | País                 | IDH em 2005 (publicado em 2007) |
| Dados de 2006 (publicados em 2008) | Mudança comparada a dados de 2005 (publicados em 2007) | País                 | IDH em 2005 (publicado em 2007) |
| Médio                              | Médio                                                  | Médio                | Médio                           |
| ---------------------------------- | ------------------------------------------------------ | -------------------- | ------------------------------- |
| 1                                  | (0)                                                    | Moldávia             | 0,719                           |
| 2                                  | (0)                                                    | Ucrânia              | 0,786                           |
| 3                                  | (0)                                                    | Turquia              | 0,798                           |
| Elevado                            |                                                        |                      |                                 |
| 4                                  | (5)                                                    | Bósnia e Herzegovina | 0,802                           |
| 5                                  | (3)                                                    | Rússia               | 0,806                           |
| 6                                  | (1)                                                    | Albânia              | 0,807                           |
| 7                                  | (1)                                                    | Macedônia do Norte   | 0,808                           |
| 8                                  | (2)                                                    | Bielorrússia         | 0,817                           |
| 9                                  | -                                                      | Sérvia               | 0,821                           |
| 10                                 | -                                                      | Montenegro           | 0,822                           |

## IDH por Regiões e Grupos
| Posição                            | Posição                                                | Região ou Grupo                   | IDH em 2006 (publicado em 2008) |
| Dados de 2006 (publicados em 2008) | Mudança comparada a dados de 2005 (publicados em 2007) | Região ou Grupo                   | IDH em 2006 (publicado em 2008) |
| Elevado                            | Elevado                                                | Elevado                           | Elevado                         |
| ---------------------------------- | ------------------------------------------------------ | --------------------------------- | ------------------------------- |
| 1                                  | (0)                                                    | OECD                              | 0,925                           |
| 2                                  | (0)                                                    | Europa Central, Ocidental e a CEI | 0,814                           |
| 3                                  | (0)                                                    | América Latina e Caribe           | 0,810                           |
| Médio                              |                                                        |                                   |                                 |
| 4                                  | (0)                                                    | Leste Asiático e Pacífico         | 0,762                           |
| 5                                  | (0)                                                    | Estados árabes                    | 0,713                           |
| 6                                  | (0)                                                    | Países em desenvolvimento         | 0,688                           |
| 7                                  | (0)                                                    | Ásia meridional                   | 0,606                           |
| Baixo                              |                                                        |                                   |                                 |
| 8                                  | (0)                                                    | África subsahariana               | 0,495                           |
| 9                                  | (0)                                                    | Países subdesenvolvidos           | 0,495                           |

| Posição                            | Posição                                                | Grupo                          | IDH em 2006 (publicado em 2008) |
| Dados de 2006 (publicados em 2008) | Mudança comparada a dados de 2005 (publicados em 2007) | Grupo                          | IDH em 2006 (publicado em 2008) |
| ---------------------------------- | ------------------------------------------------------ | ------------------------------ | ------------------------------- |
| -                                  | -                                                      | Elevado desenvolvimento humano | 0,901                           |
| -                                  | -                                                      | Médio desenvolvimento humano   | 0,690                           |
| -                                  | -                                                      | Baixo desenvolvimento humano   | 0,444                           |
| -                                  | -                                                      | Países de alta renda           | 0,942                           |
| -                                  | -                                                      | Países de renda média          | 0,774                           |
| -                                  | -                                                      | Países de baixa renda          | 0,564                           |

## Dados não-disponíveis
| Ano                      | Ano                     | País                            | IDH no último relatório |
| 2005 (publicado em 2007) | Ano do último relatório | País                            | IDH no último relatório |
| ------------------------ | ----------------------- | ------------------------------- | ----------------------- |
| -                        | (1993)                  | Afeganistão                     | 0,229                   |
| -                        | (1997)                  | Andorra                         | 0,944                   |
| -                        | (1998)                  | Gronelândia                     | 0,927                   |
| -                        | (2001)                  | Iraque                          | 0,583                   |
| -                        | (1998)                  | Kiribati                        | 0,515                   |
| -                        | (1997)                  | Liechtenstein                   | 0,946                   |
| -                        | (1998)                  | Ilhas Marshall                  | 0,563                   |
| -                        | (1998)                  | Estados Federados da Micronésia | 0,569                   |
| -                        | (1997)                  | Mónaco                          | 0,946                   |

| Ano                      | Ano                     | País            | IDH no último relatório |
| 2005 (publicado em 2007) | Ano do último relatório | País            | IDH no último relatório |
| ------------------------ | ----------------------- | --------------- | ----------------------- |
| -                        | (1998)                  | Nauru           | 0,663                   |
| -                        | (1995)                  | Coreia do Norte | 0,766                   |
| -                        | (1998)                  | Palau           | 0,861                   |
| -                        | (1998)                  | Porto Rico      | 0,942                   |
| -                        | (1997)                  | San Marino      | 0,944                   |
| -                        | (2001)                  | Somália         | 0,284                   |
| -                        | (1998)                  | Tuvalu          | 0,583                   |
| -                        | -                       | Vaticano        | n/d                     |
| -                        | (2005)                  | Zimbabwe        | 0,513                   |